# SpaceChem
SpaceChem là trò chơi điện tử độc lập giải đố của Zachtronics Industries, dựa một phần trên các quy tắc hóa học và liên kết hóa học. Trong game, người chơi có nhiệm vụ sản xuất ra một hay nhiều phân tử hóa học thông qua một dây chuyền lắp ráp bằng cách lập trình hai thao tác từ xa (gọi là "waldos" trong game) tương tác với các nguyên tử và phân tử thông qua một ngôn ngữ lập trình trực quan. SpaceChem là bước đột phá đầu tiên của nhà phát triển làm một phần mềm thương mại sau khi một số phần mềm miễn phí dùng Flash chạy trên nền web với các tính năng kết nối tương tự.
Trò chơi ban đầu được phát hành cho Microsoft Windows vào đầu năm 2011 thông qua trang web của riêng Zachtronics. Mặc dù ban đầu nó đã bị từ chối bán trên Steam, Valve
sau đó đồng ý bán SpaceChem sau khi nhận được đánh giá cao từ các nhà báo viết về trò chơi; quan tâm hơn nữa đến từ phát hành của trò chơi trong các gói Humble Indie Bundles. 
Các trò chơi từ đó đã được chuyển đến các nền tảng máy tính khác và các thiết bị di động. Các nhà báo cho rằng bản chất giải quyết vấn đề mang tính kết thúc mở-của trò chơi là một điểm nổi bật của SpaceChem. SpaceChem đã được tích hợp vào một số tổ chức học tập để dạy các khái niệm liên quan đến cả hóa học và lập trình.

## Cách chơi
Trong SpaceChem, người chơi sẽ vào vai một kỹ sư lò phản ứng SpaceChem với nhiệm vụ tạo ra các mạch điện thông qua đó các nguyên tử và phân tử chạy qua với sự trợ giúp của waldos để sản xuất một lượng cụ thể các phân tử hóa học cho mỗi cấp độ.
Chế độ chơi chính của SpaceChem mô tả các hoạt động nội bộ của một lò phản ứng, ánh xạ ra một bản đồ 10×8. Mỗi lò phản ứng có nhiều nhất hai đầu vào và nhiều nhất 2 đầu ra, và hỗ trợ hai waldos, màu đỏ và màu xanh, thao tác thông qua các biểu tượng lệnh đặt trên lưới ô vuông. Các cầu thủ bổ sung thêm các lệnh để chỉ đạo mỗi waldo một cách độc lập thông qua các lưới ô vuông. Các lệnh chỉ đạo chuyển động của waldo, lấy nguyên tử, xoay và thả các nguyên tử và phân tử, và để kích hoạt sự kiện lò phản ứng để hình thành liên kết hóa học. Hai waldos cũng có thể được đồng bộ hóa, buộc một waldo chờ đợi cái kia để được một lệnh đồng bộ hóa. Các lò phản ứng có thể hỗ trợ các nút cụ thể, thiết lập bởi người chơi, mà hành động nơi phát nguyên tử có thể được thực hiện hoặc phá vỡ, nơi mà các nguyên tử có thể trải qua sự phân hạch hoặc nhiệt hạch, hoặc nơi các quyết định logic dựa trên loại nguyên tử có thể được thực hiện. Như vậy, người chơi được thử thách để tạo ra một chương trình trực quan để chấp nhận các yếu tố đầu vào cho trước, tháo rời và lắp ráp lại chúng khi cần thiết, và phân phối chúng đến khu vực đầu ra cho phù hợp với sản phẩm cần thiết. Các phân tử sản phẩm không cần phải phù hợp với định hướng hoặc bố trí cụ thể của các phân tử miễn là các phân tử là tương đương về topo với các nguyên tử, kết nối hóa học giống nhau; Tuy nhiên, trong các câu đố lớn hơn, những yếu tố này sẽ ảnh hưởng đến các yếu tố đầu vào cho các lò phản ứng tầng dưới. Trong khi hai waldos có thể vượt qua nhau mà không gây hại, va chạm của các nguyên tử với nhau hoặc với các bức tường của các lò phản ứng là không được phép; va chạm như vậy làm dừng chương trình và bắt buộc người chơi phải xây dựng lại giải pháp của họ. Tương tự như vậy, nếu một Waldo cung cấp các sản phẩm sai, người chơi sẽ cần phải kiểm tra chương trình của họ. Người chơi hoàn thành mỗi câu đố bằng cách xây dựng một chương trình có khả năng liên tục tạo ra các đầu ra cần thiết, đáp ứng một hạn ngạch nhất định.
Trong câu đố lớn hơn, người chơi cũng có thể hướng dẫn sự hình thành của các hóa chất thông qua nhiều lò phản ứng, mà họ đặt ra trên một lưới hình chữ nhật lớn hơn đại diện cho bề mặt của hành tinh. Từ đây, sản lượng từ một lò phản ứng sẽ trở thành đầu vào cho các lò phản ứng khác; người chơi thoải mái xác định những sản phẩm trung gian nào sẽ phải sản xuất để  gửi tới lò phản ứng tiếp theo. Người chơi không chỉ phải lập trình lò phản ứng cá nhân, thường chỉ giới hạn chức năng, nhưng họ phải sắp xếp và lập thứ tự của các lò phản ứng để tạo ra sản phẩm cuối cùng.
Các câu đố của trò chơi được chia thành các nhóm đặt trên các hành tinh khác nhau. Người chơi thường phải hoàn thành mỗi câu đố để đi tiếp, nhưng trò chơi cũng các câu đố khó khăn hơn mang tính tùy chọn.  Các level boss cuối cùng, gọi là cấp defense, hoàn thành mỗi hành tinh; ở đây, người chơi phải tạo ra các hóa chất và cung cấp chúng một cách kịp thời, một khi hệ thống lò phản ứng đã được bắt đầu, chúng sẽ kích hoạt hệ thống phòng thủ để chống đỡ kẻ thù trước khi chúng phá hủy cấu trúc điều khiển.
Sau khi hoàn thành mỗi câu đố, chiến tích của họ được so sánh dựa vào số lượng các hướng dẫn được đặt trong các lò phản ứng của họ, số chu kỳ nó đã đáp ứng hạn ngạch, và số lượng của các lò phản ứng cần thiết để đáp ứng các giải pháp. Người chơi cũng có một tùy chọn để tải lên video của giải pháp của họ lên YouTube. Người chơi, một khi đã giải xong một câu đố, có thể trở lại các câu đố trước để cố gắng cải thiện giải pháp của họ bằng cách giảm số lượng hướng dẫn, chu kỳ thực hiện, hoặc sử dụng ít lò phản ứng hơn. SpaceChem hỗ trợ nội dung tải về được chính nó hay người sử dụng tạo ra thông qua dịch vụ ResearchNet của nó. Một bổ sung sau này bao gồm một chế độ sandbox mở, nơi người chơi chỉ đơn giản có thể khám phá các tính năng của trò chơi.

## Phát triển

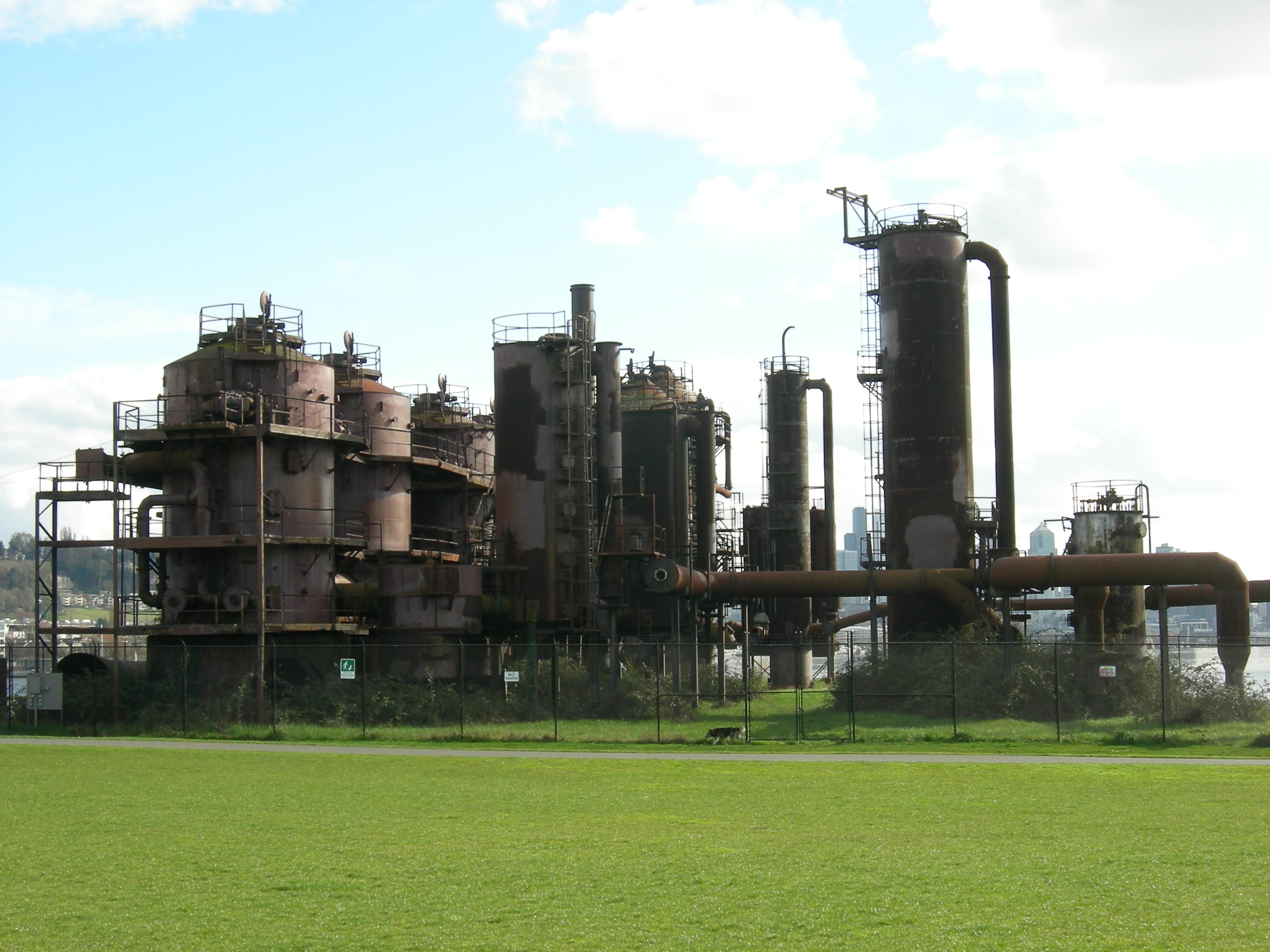
Barth was inspired by the derelict gasworks at Seattle's Gas Works Park in the creation of SpaceChem.